# Mädchen in Uniform (1931)
Mädchen in Uniform is een Duitse film van Leontine Sagan uit 1931. Het verhaal is gebaseerd op de roman Gestern und Heute van Christa Winsloe.
De film werd niet alleen een succes in Duitsland maar ook in de Verenigde Staten, Frankrijk, het Verenigd Koninkrijk, Mexico en Japan. Een van de hoofdrolspelers, Dorothea Wieck, kreeg zelfs een contract bij Paramount Pictures.
Omdat de film over lesbische liefde gaat was hij omstreden. Onder de Weimarrepubliek was hij niet verboden, tenzij voor jongeren. Ondanks het aanvankelijke enthousiasme van Joseph Goebbels en Adolf Hitler kreeg de film in nazi-Duitsland eerst een alternatief einde en werd hij uiteindelijk verboden. Op een paar verloren scènes na heeft de film de oorlog overleefd. Het is een van de eerste films waarin openlijk lesbische personages voorkomen. In 1977 werd de film voor het eerst uitgezonden op de West-Duitse televisie. Het werd een cultfilm.

## Verhaal
De veertienjarige Manuela komt op een streng internaat terecht. Ze heeft moeite om zich aan te passen en wordt verliefd op haar lerares von Bernburg. Wanneer de hoofdlerares hierachter komt sluit ze Manuela op. Manuela probeert vervolgens zelfmoord te plegen maar haar klasgenoten grijpen in.

## Rolverdeling
| Acteur           | Personage              | Nota                  |
| ---------------- | ---------------------- | --------------------- |
| Hertha Thiele    | Manuela von Meinhardis |                       |
| Dorothea Wieck   | Lerares von Bernburg   |                       |
| Emilia Unda      | Schoolhoofd            |                       |
| Hedy Krilla      | Fräulein von Kesten    | als Hedwig Schlichter |
| Ellen Schwanneke | Ilse von Westhagen     |                       |

## Prijzen
De film won twee prijzen:
- In 1932 op het Filmfestival van Venetië voor de beste techniek.
- In 1934 in Tokio een Kinema Junpo Award voor de beste buitenlandse film.

## Opvolgers
Het verhaal is meerdere malen opnieuw verfilmd:
- Muchachas de Uniforme, een Mexicaanse remake in het Spaans uit 1951.
- Mädchen in Uniform, een nieuwe versie in het Duits.
- Loving Annabelle, een Amerikaanse film uit 2006.

## Voetnoten
1. ↑  Patrick Dassen, De Weimarrepubliek, 1918-1933. Over de kwetsbaarheid van de democratie, 2021, p. 290-291